# Estación de José Laguillo / María Auxiliadora
María Auxiliadora será un intercambiador entre las líneas  y  del metro de Sevilla. Según los estudios iniciales de 2010, la estación de la línea 2 llevará el nombre de José Laguillo, mientras que la correspondiente a la línea 3 se denominará María Auxiliadora y se espera que quede inaugurada en 2030, junto al resto del tramo norte de la línea 3. No hay fecha estimada para la puesta en marcha de la línea 2.
Los andenes de la línea 3 se ubicarán bajo la Ronda histórica, a la altura de la intersección con la calle José Laguillo, mientras que los de la línea 2 estarán situados bajo esta última vía, en su cruce con la Ronda Histórica. Ambas estaciones estarán localizadas en el distrito Centro de Sevilla, dentro de la zona tarifaria 1.
Según el anteproyecto presentado el 7 de julio de 2010 por la Consejería de Obras Públicas y Transportes de la Junta de Andalucía para las líneas 2, 3 y 4, el cruce entre ambas líneas se realizaría a distinto nivel. Las estaciones compartirán un vestíbulo común, mientras que los andenes estarán dispuestos a diferentes profundidades: los de la línea 3 se situarán a 12 metros bajo el nivel de la calle, mientras que los de la línea 2 se encontrarán a 49 metros de profundidad. 
En la página 111 del documento n.º 1 de memoria del citado anteproyecto, se señala la necesidad de construir las estaciones de intercambio en una sola actuación. En este caso, se plantea que el pozo de ataque para la estación José Laguillo de la línea 2 se ejecute simultáneamente con la construcción de la estación María Auxiliadora de la línea 3. No obstante, hasta la fecha, no se ha establecido un calendario para la puesta en marcha del tramo de la línea 2 que atraviesa el centro histórico de la ciudad.

## Accesos
- Ascensor C/ María Auxiliadorea (José Laguillo)
- María Auxiliadora Frente al ambulatorio del mismo nombre.
- José Laguillo C/ José Laguillo (confluencia con la Ronda Histórica)
- Entorno de María Auxiliadora.

## Líneas y correspondencias
| << cabecera        | < estación       | línea | estación >        | cabecera >>          |
| ------------------ | ---------------- | ----- | ----------------- | -------------------- |
| En construcción:   |                  |       |                   |                      |
| Pino Montano Norte | R. de Capuchinos |       | Puerta de Carmona | Hospital V. de Valme |
| En proyecto:       |                  |       |                   |                      |
| Torre Triana       | Cristo de Burgos |       | Santa Justa       | Parque Tecnológico   |

## Conexiones

### Autobuses urbanos
Diversas líneas de autobuses urbanos propiedad de la empresa TUSSAM tienen parada en la proximidad de la futura estación.
| N.º de parada | LÍNEA | Trayecto                                | Zona         |
| ------------- | ----- | --------------------------------------- | ------------ |
|               | 1     | Polígono Norte - Hospital V. del Rocío  | Transversal  |
|               | 10    | Ponce de León - San Jerónimo            | Radial Norte |
|               | 11    | Ponce de León - Los Príncipes           | Radial Norte |
|               | 12    | Ponce de León - Pino Montano            | Radial Norte |
|               | 15    | Ponce de León - San Diego               | Radial Norte |
|               | 16    | Plaza Jerónimo de Córdoba - Valdezorras | Radial Norte |
|               | 24    | Ponce de León - Rochelambert            | Radial Este  |
|               | 27    | Plaza del Duque - Sevilla Este          | Radial Este  |
|               | 32    | Plaza del Duque - Polígono Sur          | Radial Sur   |
|               | C1    | << Circular exterior                    | Circular     |
|               | C2    | Circular exterior >>                    | Circular     |
|               | C3    | << Circular interior                    | Circular     |
|               | C4    | Circular interior >>                    | Circular     |
|               | A1    | Prado S. Sebastián - Polígono Norte     | Noctura      |
|               | A7    | Prado S. Sebastián - Santa Justa        | Noctura      |
|               | A8    | Prado S. Sebastián - Parque Alcosa      | Noctura      |

## Otros datos de interés
- Se encuentra próxima al ambulatorio de María Auxiliadora.
- Próxima al intercambiador de transportes de Santa Justa.